# Ghofrane Belkhir
Ghofrane Belkhir, née le 11 août 2001, est une haltérophile tunisienne.

## Carrière
Ghofrane Belkhir est médaillée d'argent au total et à l'épaulé-jeté ainsi que médaillée de bronze à l'arraché aux championnats d'Afrique 2016 à Yaoundé dans la catégorie des moins de 63 kg. Aux championnats d'Afrique 2017 à Maurice, toujours dans la catégorie des moins de 63 kg, elle est triple médaillée d'argent. Elle remporte ensuite la médaille d'or à l'arraché et la médaille de bronze à l'épaulé-jeté aux Jeux méditerranéens de 2018 à Tarragone dans la catégorie des moins de 63 kg.
Aux Jeux olympiques de la jeunesse de 2018 à Buenos Aires, où elle est la porte-drapeau de la délégation tunisienne, elle obtient la médaille d'or dans la catégorie des moins de 58 kg.
Elle obtient la médaille d'or à l'arraché et au total dans la catégorie des moins de 59 kg aux championnats du monde 2021 à Tachkent.
Elle remporte la médaille d'or à l'arraché dans la catégorie des moins de 59 kg aux Jeux méditerranéens de 2022 à Oran.
Elle est médaillée d'or à l'épaulé-jeté et au total et médaillée d'argent à l'arraché dans la catégorie des moins de 59 kg aux championnats d'Afrique 2022 au Caire.
Elle est médaillée de bronze à l'arraché dans la catégorie des moins de 59 kg aux championnats d'Afrique 2023 à Tunis.
Elle est triple médaillée d'argent dans la catégorie des moins de 55 kg aux championnats d'Afrique 2025 à Moka.